# رونالدو دا كوستا
رونالدو دا كوستا (بالبرتغالية: Ronaldo da Costa‏) هو عداء مسافات طويلة برازيلي، ولد في 7 يونيو 1970 في Descoberto ‏ في البرازيل.

## وصلات خارجية
- رونالدو دا كوستا على موقع الاتحاد الدولي لألعاب القوى (الإنجليزية)
- رونالدو دا كوستا على موقع اللجنة الأولمبية الدولية (الإنجليزية)
- رونالدو دا كوستا على موقع أوليمبيديا (الإنجليزية)